# Liehittäjäheuvel
De Liehittäjäheuvel, Zweeds – Fins: Liehittäjävaara, is een heuvel in het noorden van Zweden. De heuvel ligt in de gemeente Övertorneå op tien kilometer ten westen van de Torne, die daar de grens met Finland vormt. De heuvel heeft in het verleden dienstgedaan als driehoeksmeetpunt bij de graadmeting van Struve. De berg ligt ten noordoosten van het Liehittäjämeer.